# زيتا الحواء
زيتا الحواء (بالإنجليزية: Zeta Ophiuchi أو ζ Ophiuchi، يُختصر إلى ζ Oph)‏ هو نجم أحادي يقع في كوكبة الحواء، له قدر ظاهري يبلغ 2.57 مما يجعله ثالث ألمع نجم في الكوكبة. تعطي قياسات اختلاف المنظر مسافة تقريبية تصل إلى 366 سنة ضوئية (112 فرسخ فلكي) من الأرض.